# حسام شاهين
حسام زهدي شاهين (1972-) أسير فلسطيني مقدسي من بلدة السواحرة الشرقية  حاصل على درجة البكالوريس في العلوم السياسية ودرجة الماجستير في الدراسات الإقليمية الإسرائيلية من جامعة القدس، يذكر أنه عمل في رابطة الصحفيين العرب التي كان مقرها في عمارة النزهة في نهاية شارع صلاح الدين في مدينة القدس قبل اعتقاله الأخير ، وهو من أبرز قادة حركة الشبيبة الفتحاوية إذ شغل منصب سكرتير العلاقات الدولية لشبيبة فتح ورئيس منظمة الشبيبة الفتحاوية في مدينة القدس، اعتقله الإحتلال الإسرائيلي قاصراً من مقاعد الدراسة عام 1987 وأمضى ستة شهور من التعذيب في سجن الظاهرية في مدينة الخليل المحتلة ولم يكن الإعتقال الأول خلال فترته الدراسية فقد كان نشطاً في المقاومة الفلسطينية، وثم أعاد الاحتلال اعتقاله بتاريخ 28 يناير 2004 من مدينة رام الله، وبعد التحقيق والإجراءات القاسية صدر الحكم بحقه مدة 27 عام ، وتعرض لتحقيق قاس لمدة شهرين في زنازين المسكوبية إبان اعتقاله، وحرمت عائلته من زيارته لعدة سنوات، وخلال سنوات اعتقاله خاض العديد من الإضرابات المفتوحة عن الطعام، كان آخرها في العام 2017 والذي استمر 43 يوماً للمطالبة بتحسين ظروف حياتهم، وعلى إثر ذلك تم عزله من قبل إدارة مصلحة السجون في زنزانة منفردة يطلق عليها اسم القبر في سجن الجلمة لمدة 32 يوماً بظروف لا إنسانية وصعبة للغاية. أُفرج عنه في 30 يناير 2025 ضمن صفقة طوفان الأقصى.

## إسهاماته الأدبية
أصدر شاهين عملان أدبيان خلال فترة اعتقاله، فأصدر روايته "زغرودة الفنجان" الصادرة عن دار الأهلية عام 2015، لتسليط الضوء عن الإسقاط الأمني الذي يمارسه العملاء لضرب المقاومة الفلسطينية وتفكيك العمليات والخلايا الفدائية ، وكتب نصاً سردياً بعنوان "رسائل إلى قمر-شظايا سيرة"، وهو عبارة مجموعة رسائل كتبها الأسير من داخل زنزانته إلى الطفلة قمر ابنة صديقه عماد الزهيري الذي اعتقل في منزله في يناير العام 2004، ويتكون من 224 صفحة، ونشر عن دار الشروق للنشر والتوزيع في رام الله وعمان عام 2020.

## الجوائز التي حصل عليها
حصل حسام شاهين على العديد من الجوائز لمساهماته الفكرية والأدبية، منها الجائزة الأولى في الأدب في القدس من اللجنة الوطنية للتربية والثقافة والعلوم، كما اختير شخصية القدس الثقافية لمنشوراته الفكرية في الأدب والسياسة، عبر العديد من المقالات والدراسات التحليلية، وشارك رغم أسره في العديد من المؤتمرات عبر دراسات أعدها خصيصاً لذلك.